# Université-de-Montréal (Metro Montreal)

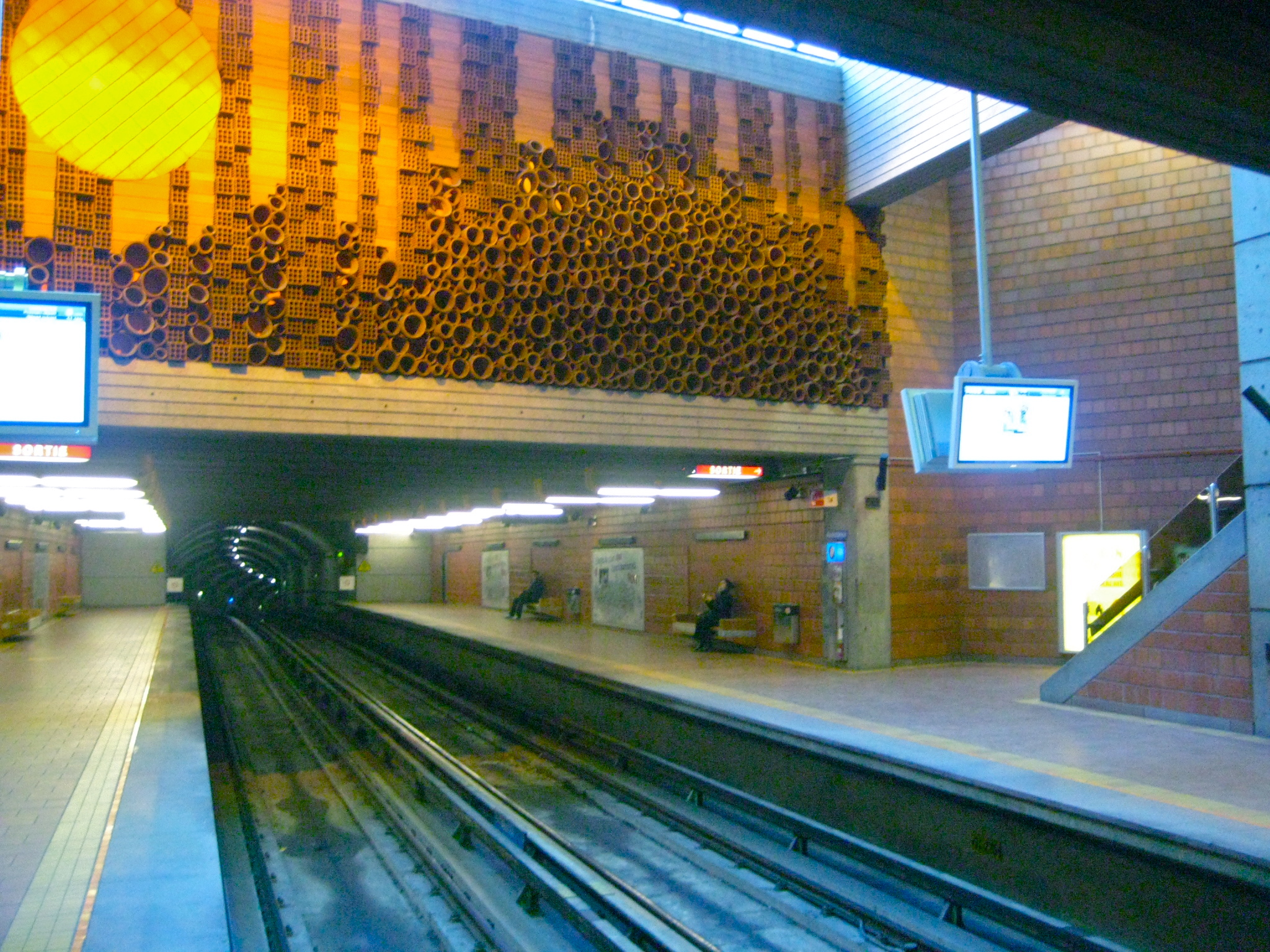
Blick auf die Bahnsteige

Université-de-Montréal ist eine U-Bahn-Station in Montreal. Sie befindet sich im Arrondissement Côte-des-Neiges–Notre-Dame-de-Grâce an der Kreuzung von Boulevard Édouard-Montpetit und Avenue Louis-Collin, in unmittelbarer Nähe zur Universität Montreal. Hier verkehren Züge der blauen Linie 2. Im Jahr 2019 nutzten 3.416.755 Fahrgäste die Station, was dem 32. Rang unter den insgesamt 68 Stationen der Metro Montreal entspricht.

## Bauwerk

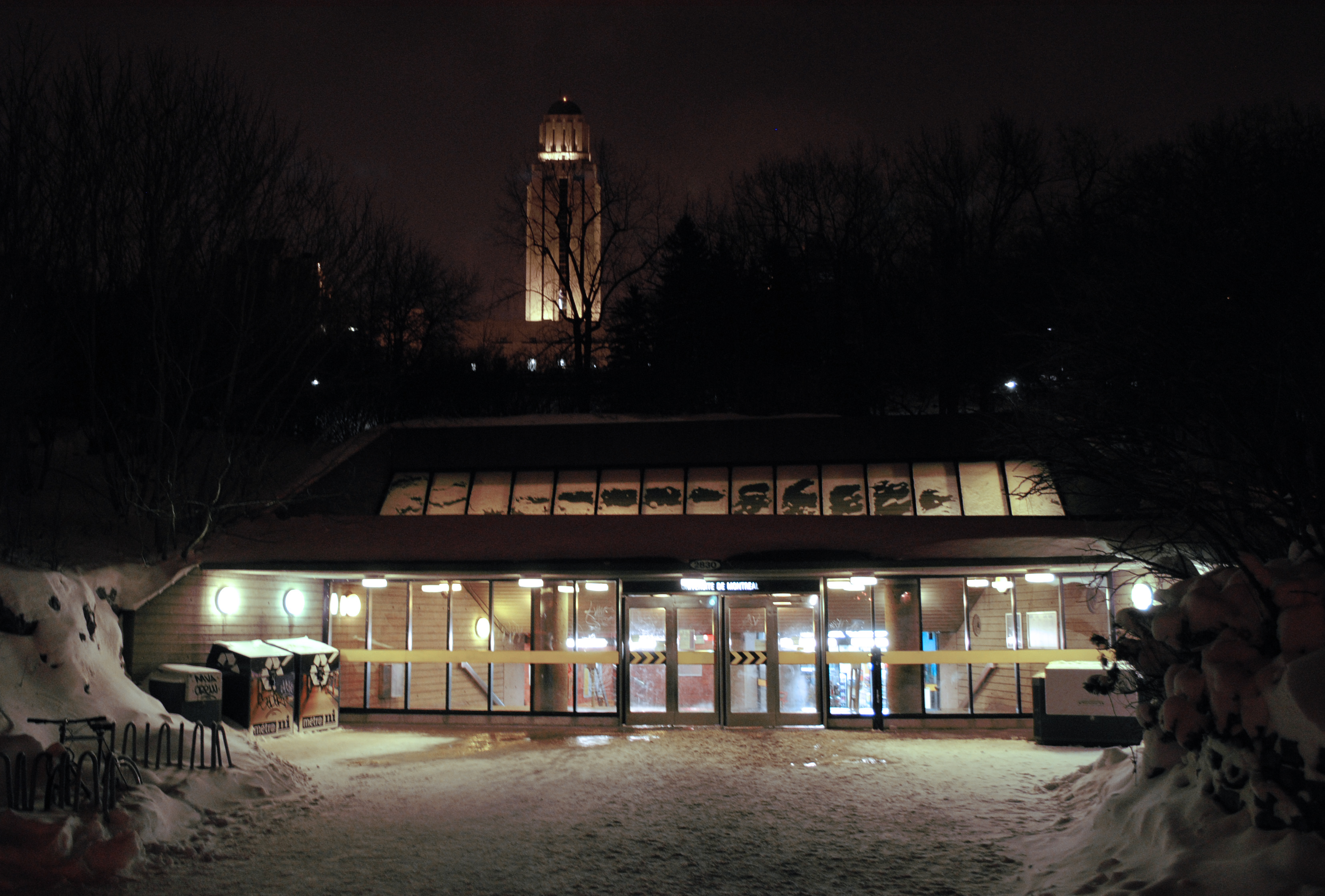
Der Haupteingang in einer Winternacht, im Hintergrund der Turm des Hauptgebäudes der Universität

Die von André Léonard entworfene Station entstand in offener Bauweise und ist die am höchsten gelegene des gesamten Metronetzes. Verschiedene Lichtschächte lassen das Tageslicht auf die Verteilerebene und die Bahnsteige durchscheinen. Die Wände weisen zahlreiche unterschiedliche Winkel auf. Der von vielen Bäumen umgebene Pavillon des Haupteingangs ist in den natürlichen Abhang des Hügels integriert, auf welchem die Universität steht. Eine Rampe mit einem Fahrsteig führt direkt in das Hauptgebäude der Universität. Über einen längeren Zugangstunnel ist ein dritter Eingang an der Kreuzung von Avenue Lacombe and Avenue Louis-Colin erreichbar; der dortige dreieckige Pavillon besteht aus roh behauenen Steinen.
In 5,4 Metern Tiefe befindet sich die Bahnsteigebene mit zwei Seitenbahnsteigen. Die Entfernungen zu den benachbarten Stationen, jeweils von Stationsende zu Stationsanfang gemessen, betragen 667,60 Meter bis Édouard-Montpetit und 764,60 Meter bis Côte-des-Neiges. Es bestehen Anschlüsse zu neun Buslinien und drei Nachtbuslinien der Société de transport de Montréal. Sehenswürdigkeiten in der Nähe sind die verschiedenen Gebäude der Universität Montreal, die École polytechnique de Montréal, die École des hautes études commerciales und der Friedhof Notre-Dame-des-Neiges.

## Kunst
Architekt André Léonard war auch für die künstlerische Gestaltung der Station zuständig und schuf zwei Wandbilder aus Ziegeln und Terrakotta. Das größere mit einer Breite von 14,9 Metern und einer Höhe von 4 Metern hängt über den Gleisen in einem Lichtschacht. Es handelt sich um eine nichtgegenständliche Darstellung der vier Jahreszeiten. Das kleinere Wandbild (8,2 × 2,7 Meter) am Ende des langen Zugangstunnels zeigt Pfeilmotive, die den Fahrgästen den Weg zu den Zügen anzeigen.

## Geschichte
Die Eröffnung der Station erfolgte am 4. Januar 1988, zusammen mit dem Teilstück Parc–Snowdon der blauen Linie. Namensgeber ist die benachbarte Universität Montreal, die 1876 zunächst als Zweigstelle der Universität Laval gegründet wurde und 1920 die Eigenständigkeit erlangte. Der von der Metro erschlossene Campus an der Nordwestseite des Mont Royal besteht seit 1943.